# دييغو يارا رودريغيز
دييغو يارا رودريغيز (بالبرتغالية: Diego Jara Rodrigues‏) (21 سبتمبر 1995 في البرازيل – )؛ هو لاعب كرة قدم كان يلعب كمدافع.

## وصلات خارجية
- دييغو يارا رودريغيز على موقع رابطة كرة القدم اليابانية للمحترفين (اليابانية)
- دييغو يارا رودريغيز على موقع إي إس بي إن إف سي (الإنجليزية)
- دييغو يارا رودريغيز على موقع قاعدة بيانات كرة القدم.إي يو (الإنجليزية)
- دييغو يارا رودريغيز على موقع Soccerbase.com (لاعب) (الإنجليزية)
- دييغو يارا رودريغيز على موقع Soccerway.com (الإنجليزية)
- دييغو يارا رودريغيز على موقع عالم كرة القدم.نت (الإنجليزية)